# Ardoni járás

Az Ardoni járás Észak-Oszétiában

Az Ardoni járás (oroszul Ардонский район, oszét nyelven Æрыдоны район) Oroszország egyik járása Észak-Oszétia területén. Székhelye Ardon.

## Népesség
- 1989-ben 22 846 lakosa volt, melyből 17 737 oszét (77,6%), 4 318 orosz (18,9%), 148 örmény, 123 ukrán, 76 grúz, 33 kumük, 21 ingus, 7 kabard.
- 2002-ben 28 831 lakosa volt, melyből 23 861 oszét (82,8%), 4 013 orosz (13,9%), 281 örmény, 166 grúz, 101 ukrán, 13 kabard, 6 kumük, 1 ingus.
- 2010-ben 30 685 lakosa volt, melyből 25 596 oszét, 3 961 orosz, 325 örmény, 123 grúz, 99 török, 80 ukrán, 42 azeri, 27 üzbég, 23 tatár, 21 cigány, 19 lezg, 17 fehérorosz, 17 kabard, 17 tadzsik stb.